# Pontificia Real Basílica de Santiago de los Españoles
La Pontificia Real Basílica de Santiago de los Españoles (en italiano, Pontificia reale basilica di San Giacomo degli Spagnoli) es un edificio destinado al culto católico de la ciudad de Nápoles, Italia. Está ubicada en el interior de Palazzo San Giacomo, en Piazza del Municipio.
Dedicada al patrono de España, Santiago el Mayor, es la iglesia nacional española en Nápoles y una de las más destacadas arquitecturas del periodo del virreinato. Está bajo el cuidado de la Real Hermandad de Nobles Españoles de Santiago.

## Historia

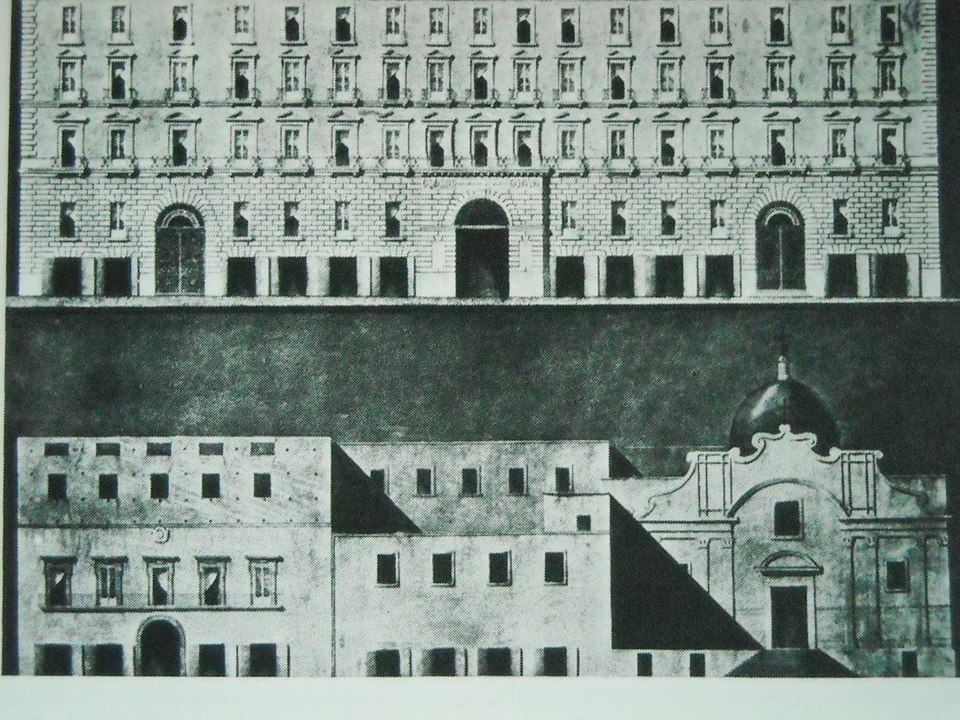
La iglesia después de su integración en el Palazzo San Giacomo (arriba) y como se presentaba anteriormente (abajo).

La construcción de la iglesia se remonta a 1540 y fue ordenada por el virrey español de Nápoles, Pedro de Toledo, para agregarla a un hospital dedicado al cuidado de los pobres, ya existente por la voluntad de algunos nobles españoles y dedicado a Santiago el Mayor; la obra fue comisionada al arquitecto Ferdinando Manlio (ya autor del Palacio del Virrey y de la restauración de Castel Capuano).
El edificio fue transformado de manera significativa a partir de 1741, con varias restauraciones y con el derribo del hospital para permitir la construcción del Palacio de los Ministerios del gobierno borbónico, hoy Palazzo San Giacomo (sede del Ayuntamiento de Nápoles). Entre 1819 y 1825, la iglesia fue completamente integrada en el Palazzo San Giacomo.
En abril de 1911 papa Pio X le concedió el título de Basílica menor.

## Descripción
La basílica conserva la línea y la planta originarias del siglo XVI, con excepción de la fachada que fue transformada por las modificaciones posteriores.
La estructura se subdivide en tres naves, de las que la central está cubierta por una bóveda de lunetos, mientras que las naves laterales presentan una serie de pequeñas cúpulas puestas en sucesión.
La cúpula central está ubicada sobre un espacio intermedio entre el transepto y el ábside.

### Monumentos funerarios

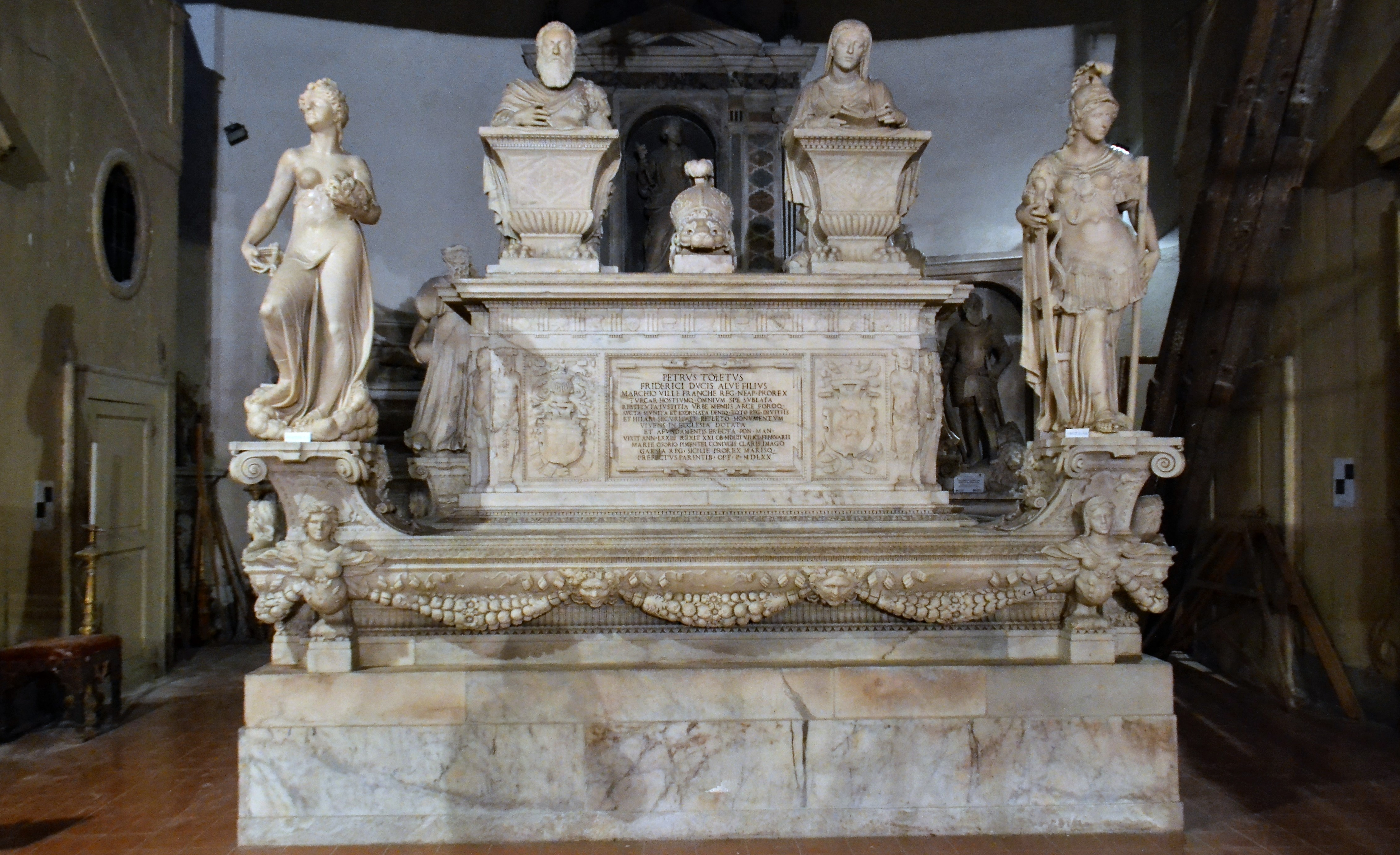
Tumba de don Pedro de Toledo.

La basílica alberga un número considerable de sepulcros monumentales.
El más destacado es el sepulcro de Pedro de Toledo, ubicado en un ambiente detrás del altar mayor, accesible a través de una puerta colocada en el lado izquierdo del presbiterio. El monumento sepulcral, esculpido por Giovanni da Nola por la voluntad del mismo virrey de Nápoles, fue terminado en 1570; sin embargo, don Pedro murió antes de la conclusión de los trabajos, en 1553, mientras se dirigía a la ciudad sitiada de Siena en calidad de Capitán general de los ejércitos españoles, y fue sepultado en la Catedral de Florencia.

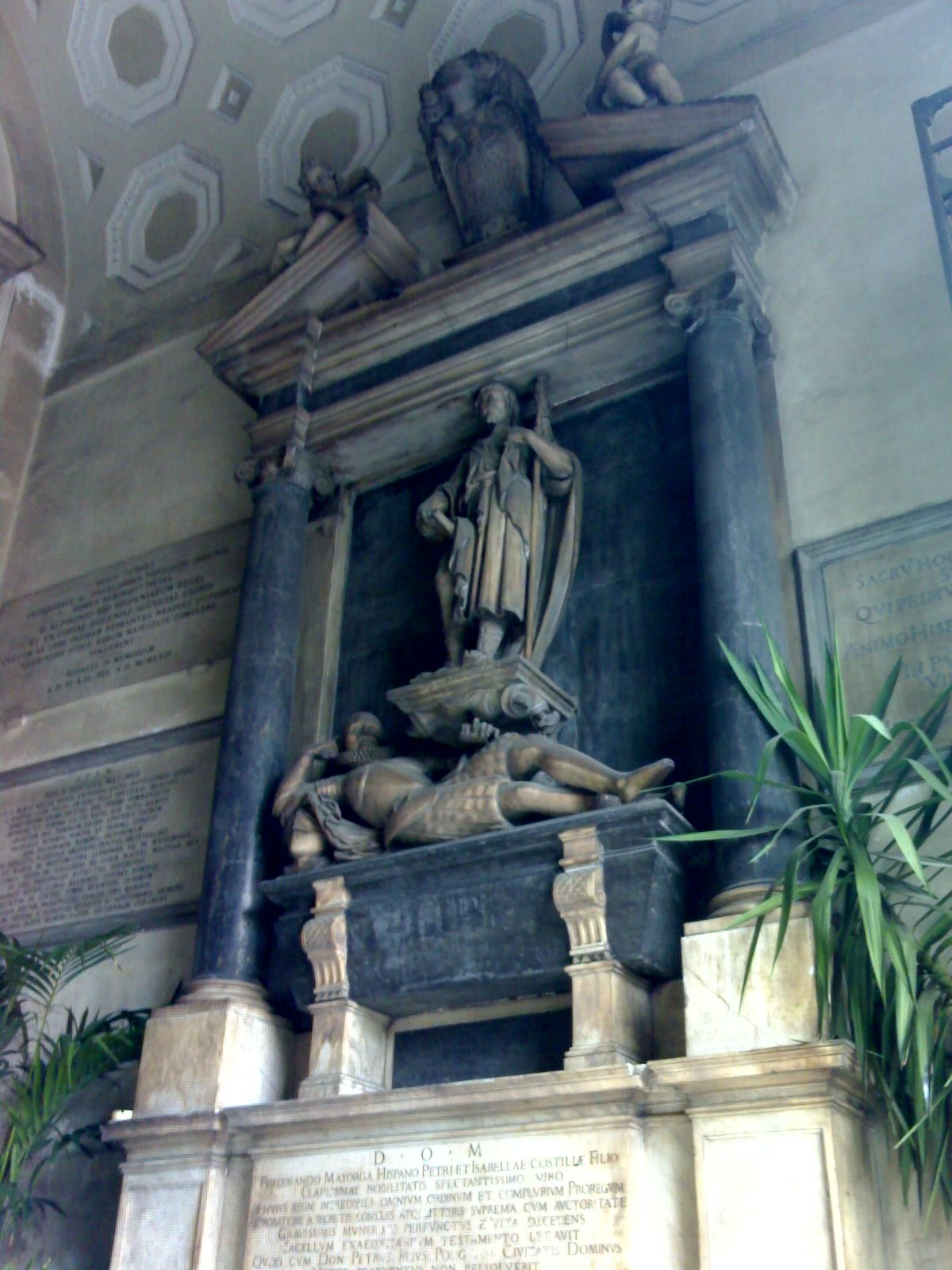
Monumento fúnebre de Ferdinando Maiorca.

Otros relevantes monumentos funerarios están situados a los lados de la entrada, en cuyas paredes laterales de la escalinata se encuentran dos esculturas de Francesco Cassano. El sepulcro de Ferdinando Maiorca y de su esposa Porzia Coniglia, ambos ubicados a los lados del ábside, son obras de Michelangelo Naccherino.
En la zona del ábside se encuentran otros cinco monumentos sepulcrales, como el de Alfonso Basurto, esculpido por Annibale Caccavello y Giovanni Domenico D'Auria, ubicado detrás del sepulcro de don Pedro.

## Obras pictóricas
El interior de la basílica alberga varios lienzos que documentan la pintura napolitana de la segunda mitad del siglo XVI, como: Crocifissione, San Giacomo Apostolo y Madonna con i Santi Antonio da Padova e Francesco de Marco Pino, Deposizione de Giovanni Bernardo Lama, Madonna con il Bambino e San Girolamo de Giovanni Demio, Madonna con il Bambino e i Re Magi de la escuela de Giorgio Vasari y Assunzione della Vergine de Giovanni Angelo Criscuolo.
Datan del siglo XVII: Santa Lucia de Andrea Vaccaro y Apparizione della Vergine a San Giacomo de Luca Giordano (esta pintura se encuentra en la sacristía).
Finalmente, datan del siglo XIX: San Giacomo condotto al martirio de Domenico Antonio Vaccaro y Madonna della Vittoria con san Pio V e don Giovanni d'Austria de Pietro Bardellino.